# Deungchon-dong
Deungchon-dong (koreanska: 등촌동) är en stadsdel i stadsdistriktet Gangseo-gu i Sydkoreas huvudstad Seoul.

## Indelning
Administrativt är Deungchon-dong indelat i:
| Namn    | Namn                  | Yta km² | Invånare 31 dec 2020 |
| ------- | --------------------- | ------- | -------------------- |
| 등촌1동 | Deungchon 1(il)-dong  | 0,64    | 24 338               |
| 등촌2동 | Deungchon 2(i)-dong   | 0,92    | 21 216               |
| 등촌3동 | Deungchon 3(sam)-dong | 0,79    | 31 660               |